# Stara Piła (ładownia kolejowa)
Stara Piła – ogólnodostępna bocznica szlakowa oraz stacja kolejowa w Starej Pile w województwie pomorskim. 

## Historia

### 1905–1945
Kolej dotarła do Starej Piły w 1885, kiedy zbudowano linię kolejową łączącą Pruszcz Gdański z Kartuzami.
1 maja 1914, po zbudowaniu linii łączącej Gdańsk Wrzeszcz ze Starą Piłą, miejscowość ta stała się węzłem kolejowym.
W 1930 wraz z budową magistrali węglowej powstała linia kolejowa łącząca Owczarnię z Osową (od 1969 po rozszerzeniu granic administracyjnych Gdańska – Gdańskiem Osową). Linia ta była trasą kolejową omijającą Wolne Miasto Gdańsk i umożliwiała dojazd pociągów do budowanej Gdyni.

### 1945–1989
Po zmianie granic początkowo Stara Piła miała duże znaczenie w ruchu lokalnym, gdyż przejeżdżały przez nią pociągi relacji Gdynia Główna – Kartuzy oraz Pruszcz Gdański – Kartuzy. W 1973 zamknięto dla ruchu pasażerskiego linię Gdańsk Kokoszki – Stara Piła.

### Po 1989
Wraz z końcem obowiązywania rozkładu zima 1993/1994, 29 maja 1994 zawieszono przewozy pasażerskie na trasie Pruszcz Gdański – Kartuzy. Późniejsza zastępcza komunikacja autobusowa przewidywała w Starej Pile dwa postoje, gdyż autobus wjeżdżał jeszcze do Niestępowa. W 1997 zawieszono również przewozy towarowe na odcinku Stara Piła – Kartuzy, przez co znacznie spadło znaczenie stacji. Do 2005, kiedy w rejonie Kolbud rozmiękł nasyp uniemożliwiając przejazd jakichkolwiek pociągów, przez stację przebiegała kolejowa obwodnica Gdańska, pozwalająca na przejazd z portów i północnej części Kaszub do Pruszcza i dalej na południe z pominięciem Gdańska.
W tym samym czasie otwarto ponownie ruch towarowy na odcinku Stara Piła – Kartuzy.
W 2003 otwarto linię Pruszcz Gdański – Stara Piła dla ruchu drezynowego.
W 2023 odbudowano stację Stara Piła w ramach bajpasu kartuskiego realizowanego przez PKP PLK. Od 11 marca 2024 zaczęły tu się zatrzymywać ponownie pociągi pasażerskie.

## Linie kolejowe
Stara Piła jest węzłem kolejowym, w którym krzyżują się linie kolejowe nr 229 oraz nr 234. W obrębie stacji linie te są jednotorowe i niezelektryfikowane.

## Pociągi
Stacja była używana w ruchu towarowym. Pociągi osobowe również nie kursują, ostatni odjechał 29 maja 1994. Do stacji docierała także natomiast kolej drezynowa.

## Infrastruktura
Na stacji znajduje się jeden peron oraz trójbryłowy, otynkowany dworzec. Część główna budynku jest piętrowa, a części boczne parterowe.